# Tanner Hudson
Tanner Hudson (Paris, 12 novembre 1994) è un giocatore di football americano statunitense che milita nel ruolo di tight end per i Cincinnati Bengals della National Football League (NFL).

## Carriera

### Tampa Bay Buccaneers
Hudson firmò con i Tampa Bay Buccaneers dopo non essere stato scelto nel Draft il 29 aprile 2018. Fu svincolato alla fine del training campo ma rifirmò con la squadra di allenamento il 2 settembre 2018. Fu promosso nel roster attivo per gli ultimi due turni della stagione ma non scese mai in campo.
Hudson riuscì ad entrare nei 53 uomini del roster per la stagione regolare 2019. Debuttò nella NFL il 27 ottobre contro i Tennessee Titans. Ricevette il suo primo passaggio da 12 yard dal quarterback Jameis Winston il 3 novembre 2019 nella sconfitta contro i Seattle Seahawks. La sua annata si chiuse con 2 ricezioni per 26 yard in nove gare, di cui una come titolare.
Hudson rifirmò con i Buccaneers per un anno il 13 marzo 2020. Fu svincolato il 5 settembre 2020 ma rifirmò con la squadra di allenamento il giorno successivo. Fu promosso nel roster attivo il 19 settembre per la gara della settimana 2 contro i Carolina Panthers ma tornò nella squadra di allenamento dopo la partita. Fu di nuovo promosso nel roster attivo il 23 settembre 2020. La sua stagione regolare si chiuse con 3 ricezioni per 41 yard. Il 7 febbraio 2021 scese in campo nel Super Bowl LV contro i Kansas City Chiefs campioni in carica nella vittoria per 31-9, conquistando il suo primo titolo.

### San Francisco 49ers
Il 3 settembre 2021 Hudson firmò con la squadra di allenamento dei San Francisco 49ers.

### New York Giants
Il 25 agosto 2022 Hudson firmò con i New York Giants.

### Cincinnati Bengals
Il 6 dicembre 2022 Hudson firmò con la squadra di allenamento dei Cincinnati Bengals.

## Palmarès
- Super Bowl : 1

Tampa Bay Buccaneers: LV
- National Football Conference Championship: 1

Tampa Bay Buccaneers: 2020